# Delavalia qingdaoensis
Delavalia qingdaoensis is een eenoogkreeftjessoort uit de familie van de Miraciidae. De wetenschappelijke naam van de soort is voor het eerst geldig gepubliceerd in 2011 door Ma & Li.